# مقاطعة أجوا غراندي
أجوا غراندي، هي مقاطعة في محافظة ساو تومي. وعاصمتها مدينة ساو تومي وهي أيضًا عاصمة المحافظة، والعاصمة الوطنية للجزيرة الاستوائية في المحيط الأطلسي لجمهورية ساو تومي وبرينسيب. وتغطي مساحة 17 كيلومتر مربع. وهي أصغر المقاطعات السبع من في البلاد من حيث المساحة، لكنها الأكبر في عدد السكان الذي يبلغ عددهم 73,091 نسمة (2012). تشكل المنطقة بأكملها جزءًا من منطقة مدينة ساو تومي متروبوليتان.

## توأمة
لمقاطعة أجوا غراندي اتفاقيات توأمة مع:
- مونتيجو

## أعلام
- مانويل بينتو دا كوستا